# Englisch für Anfänger (Film)
Englisch für Anfänger (Originaltitel: English Vinglish) ist ein indischer Kinofilm aus dem Jahr 2012 der Filmemacherin Gauri Shinde, die das Drehbuch schrieb und auch Regie führte. Die Tragikomödie dreht sich um Shashi, die mit schlechten Englischkenntnissen allein nach New York kommt und dort in einer Sprachschule nicht nur Englisch lernt, sondern auch neue Freunde findet. Der Film markiert das Comeback des indischen Superstars Sridevi nach einer 15-jährigen Pause. Er feierte 2012 Premiere auf dem Toronto International Film Festival, wo er mit Standing Ovations gefeiert wurde. Der Film lief am 27. Juni 2013 in den deutschen Kinos an.

## Handlung

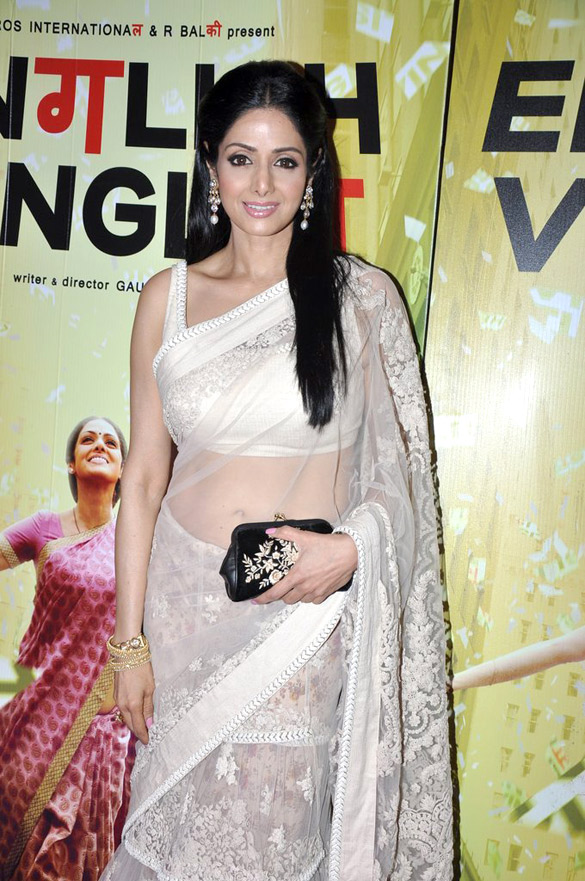
Sridevi bei der Premiere des Films

Shashi ist Mutter und Hausfrau und begeisterte Köchin und lebt mit ihrer Familie in Indien. Ihr Talent zum Kochen lässt sie auch ein kleines Catering-Business betreiben, sie macht Laddu, die sie erfolgreich verkauft. Ihr Ehemann Satish und auch ihre Tochter Sapna machen sich jedoch lustig über ihr schlechtes Englisch und demütigen sie das ein oder andere mal, weil sie eigentlich nur Hindi spricht.
Shashis ältere Schwester lebt in New York und lädt ihre ganze Familie zur Hochzeit ihrer Tochter ein. Gegen Shashis Willen wird von ihrem Mann entschieden, dass sie allein nach New York reisen soll, um bereits bei den Vorbereitungen der Hochzeit zu helfen, der Rest der Familie kommt dann erst zur eigentlichen Hochzeit. Mit ihren schlechten Englischkenntnissen löst sie Chaos in einem New Yorker Coffeeshop aus – erneut wegen ihrer mangelnden Sprachkenntnisse gedemütigt, entschließt sie sich, heimlich einen vierwöchigen Englischkurs zu besuchen. In der Klasse trifft sie auf Gleichgesinnte aus der ganzen Welt: eine mexikanische Nanny, einen pakistanischen Taxifahrer, eine chinesische Friseurin, einen indischen Software-Spezialisten, einen stillen Afrikaner und den liebevollen französischen Koch Laurent. Schnell wird Shashi zu einem der besten Schüler in dem Sprachkurs, respektiert von allen für ihre charmante Art und für ihr Talent, die leckersten Sachen zuzubereiten. Der französische Koch Laurent beginnt sich für sie zu interessieren und flirtet mit ihr. Shashi beginnt endlich, mehr Selbstvertrauen zu haben.
Mittlerweile findet Shashis Nichte ihr heimliches Besuchen eines Englischkurses heraus und unterstützt sie, wo sie nur kann. Shashi beginnt in der Nacht englische Filme zu sehen und erledigt ihre Hausaufgaben sehr ernsthaft. Um den Englischkurs erfolgreich abzuschließen, muss jeder Schüler eine fünfminütige Rede auf Englisch halten. Shashis Familie kommt aber früher als erwartet nach New York. So kann sie nicht mehr an dem Englischkurs teilnehmen. Außerdem fällt der Termin des Sprachtestes genau auf die Hochzeit.
Shashis Nichte lädt jedoch den gesamten Kurs plus Lehrer zur Hochzeit ein. Bei der Hochzeit dann gibt Shashi eine herzerwärmende Rede auf Englisch, die alle überrascht. Sie erzählt davon, wie wichtig es ist, dass man eine Familie hat, wie wichtig Respekt ist, und dass man nicht über die Schwächen des Anderen lachen sollte. Ihr Englischlehrer erklärt, dass sie den Englischtest mit Bravour bestanden hat. Und ihr Ehemann und ihre Tochter erkennen beschämt, dass sie Shashi falsch behandelt haben. Shashi dankt auch Laurent für seinen Beitrag zu ihrem neuen Selbstwertgefühl. Auf dem Rückflug nach Indien fragt Shashi die Stewardess selbstbewusst in fließendem Englisch nach einer Zeitung auf Hindi.

## Kritik
- „Sie werden noch tagelang lächeln müssen.“ – Hollywood Reporter[3]
- „Entwaffnend charmant erinnert Sridevi an Audrey Hepburn.“ – Variety[4]
- „Liebenswürdiges Feelgood-Entertainment.“ – The Guardian[5]
- „Wenn man hier leidet, dann höchstens wegen der kaum zu ertragenden Klischee-Klitsche auf der Leinwand.“ – Critic.de[6]